# 路易斯·阿萊格雷·萨拉萨尔
路易斯·哈维尔·阿萊格雷·萨拉萨尔（西班牙語：Luis Javier Alegre Salazar，1964年2月4日—2022年11月5日）是墨西哥商人和政治家，他於2018年至2021年在眾議院任職，擔任莫雷納議員並代表金塔納羅奧州。他還曾在家族廣播公司工作，其中包括圖爾克薩廣播電臺和其他電臺。

## 個人事跡
阿萊格雷·萨拉萨尔出生於1964年2月4日，是酒店經營者、廣播員和一次性州長候選人加斯頓·阿雷格裡·洛佩斯的四個孩子中的第二個。 薩拉查擁有加拿大多倫多大學電氣工程學位，除了為他父親的無線電業務圖爾克薩廣播電臺工作外，他還曾在加拿大的帝國石油公司和休斯頓的公司工作，然後在墨西哥電信和SCT的公共部門短暫任職。後來，他曾在片得瑞爾、聯博資產管理和德國銀行工作。
2018年，阿萊格雷·萨拉萨尔作為第三選舉區的比例代表制代表當選眾議院議員。他主持了旅遊委員會，並在通信和運輸以及廣播電視委員會任職。在擔任副手期間，他還領導了將金塔納羅奧州憲法翻譯成瑪雅語的工作，該工作於2020年完成。任期結束后，他領導的一項改革墨西哥移民法的提案，允許使用人臉識別護照出入境，於2022年3月在墨西哥參議院通過。